# Summer World University Games 2025/Teilnehmer (Portugal)
| Gelbes Symbol für Goldmedaillen mit stilisierten Olympischen Ringen | Graues Symbol für Silbermedaillen mit stilisierten Olympischen Ringen | Braundes Symbol für Bronzemedaillen mit stilisierten Olympischen Ringen |
| ------------------------------------------------------------------- | --------------------------------------------------------------------- | ----------------------------------------------------------------------- |
| 2                                                                   | 1                                                                     | 2                                                                       |

Portugal nahm an den Summer World University Games 2025 vom 16. bis zum 27. Juli mit 81 Athleten (41 Männern und 40 Frauen) teil.

## Medaillen

### Medaillenspiegel
| Rang   | Sportart       | Gold | Silber | Bronze | Gesamt |
| ------ | -------------- | ---- | ------ | ------ | ------ |
| 1      | Schwimmen      | 1    | 1      | –      | 2      |
| 2      | Leichtathletik | 1    | –      | –      | 1      |
| 3      | Judo           | –    | –      | 1      | 1      |
| 3      | Tennis         | –    | –      | 1      | 1      |
| Gesamt | Gesamt         | 2    | 1      | 2      | 5      |

### Medaillengewinner
| Name/n                        | Sportart       | Wettkampf        |
| ----------------------------- | -------------- | ---------------- |
| Gold                          |                |                  |
| Francisca Soares              | Schwimmen      | 400 m Freistil   |
| Agate Sousa                   | Leichtathletik | Weitsprung       |
| Silber                        |                |                  |
| Francisca Soares              | Schwimmen      | 800 m Freistil   |
| Bronze                        |                |                  |
| Taís Pina                     | Judo           | Klasse bis 70 kg |
| Pedro Araújo$Maria de Libório | Tennis         | Mixed Doppel     |

## Teilnehmer nach Sportarten

### Basketball

#### Basketball
Frauen
- Inês Vieira
- Maria Lopes
- Alice Martins
- Inês Bettencourt
- Sara Peres
- Ana Barreto
- Sara Guerreiro
- Natália Santos
- Inês Ramos
- Maria Cruz
- Mariana Pereira
- Eva Carregosa

### Bogenschießen
| Männer - David Hryhoryev - Simão Ribeiro - Francisco Carreira | Frauen - Giselle de Sousa |

### Judo
| Männer - António Tetino - Bernardo Tralhão | Frauen - Taís Pina - Beatriz Moreira |

### Leichtathletik
| Männer - André Pimenta - Carlos Pitra - Duarte Gomes - Duarte Santos - Edgar Campré - Nuno Pereira - Rafael Lopes - Rogério Amaral | Frauen - Agate Sousa - Beatriz Andrade - Camila Gomes - Inês Mendes - Juliana Guerreiro - Mariana Machado - Mariana Bento - Mariana Pestana |

### Schwimmen
| Männer - Ricardo Santos - Kevins Apseniece - Vasco Morgado - Gustavo Ribeiro - Diogo Lebre | Frauen - Camila Rebelo - Rafaela Azevedo - Mariana Cunha - Francisca Martins - Anna Fomina |

### Taekwondo
| Männer - Tiago Lopes - Lucian Procopciuc - Gonçalo Nunes | Frauen - Patrícia Fróis - Leonor Correia - Carolina Costa |

### Tennis
| Männer - Pedro Araújo - Tomás Luís | Frauen - Maria Graça - Inês Oliveira |

### Tischtennis
| Männer - Gonçalo Gomes - José Magalhães | Frauen - Patrícia Santos - Inês de Matos |

### Turnen

#### Gerätturnen
| Männer - Luís Léchaud - Filipe Almeida - José Nogueira - Guilherme Campos - Marcelo Marques | Frauen - Mafalda Costa - Mariana Marianito - Mariana Parente |

#### Rhythmische Sportgymnastik
Frauen
- Clara Paiva
- Joana Pinheiro

### Volleyball
Männer
- Gustavo Sá
- Rodrigo Costa
- Manuel Figueiredo
- João Salgueiro
- Gonçalo Gomes
- Bernardo Oliveira
- Paulo Monteiro
- Francisco Santos
- Eduardo Brito
- André Pereira
- Guilherme Maia